# كريستين ماير (لاعبة كرة قدم)
كريستين ماير (بالإنجليزية: Kristen Meier)‏ هي لاعبة كرة قدم أمريكية، ولدت في 8 فبراير 1991 في سيراكيوز في الولايات المتحدة. لعبت مع سياتل رين ووسترن نيويورك فلاش.

## وصلات خارجية
- كريستين ماير على موقع قاعدة بيانات كرة القدم.إي يو (الإنجليزية)
- كريستين ماير على موقع Soccerway.com (الإنجليزية)
- كريستين ماير على موقع عالم كرة القدم.نت (الإنجليزية)